# Proceratophrys brauni
Proceratophrys brauni är en groddjursart som beskrevs av Axel Kwet och Julian Faivovich 200. Proceratophrys brauni ingår i släktet Proceratophrys och familjen Cycloramphidae. IUCN kategoriserar arten globalt som livskraftig. Inga underarter finns listade i Catalogue of Life.